# Avro Canada
Avro Aircraft Limited (Canada) era una constructora aeronáutica canadiense que funcionó entre 1945 y 1962. La compañía era famosa por sus diseños innovadores, incluyendo al conocido avión de combate Avro Arrow.

## Origen
Durante la Segunda Guerra Mundial, la empresa Victory Aircraft de Malton, Ontario era el mayor constructor aeronáutico de Canadá. Antes de 1939, como National Steel Car Ltd. y radicada en Montreal, poseía algunas fábricas ocultas establecidas para fabricar aviones británicos de forma segura. National Steel Car fabricó los aviones de entrenamiento Avro Anson, los bombarderos Handley Page Hampden, los aviones de combate Hawker Hurricane y los aviones de apoyo Westland Lysander. Victory Aircraft Limited se formó en 1942 cuando el gobierno canadiense se hizo con el control de la factoría principal de National Steel Car Corporation en Malton. Durante la guerra, Victory Aircraft había fabricado diversos aviones Avro UK: 3.197 aviones de entrenamiento Anson, 430 bombarderos Lancaster, 6 Lancastrian, 1 bombardero Lincoln y 1 avión de transporte York.

## A.V. Roe Canada
En 1945, el grupo británico Hawker Siddeley compró Victory Aircraft al gobierno canadiense, creando A.V. Roe Canadá como su filial canadiense, empresa que controlarían en su totalidad. Avro Canadá, como se la conocía habitualmente, comenzó sus operaciones en la antigua planta de Victory. Avro Aircraft Canada, su primera (y entonces única) división, se dedicó a la reparación y mantenimiento de ciertos aviones de la época de la Guerra, tales como los Hawker Sea Fury, B-25 Mitchell y Lancaster. Desde el primer momento, la compañía invirtió en investigación y desarrollo para embarcarse en ambiciosos programas de diseño de aviones de reacción tanto civiles como militares.

## Primeros proyectos
El primer gran proyecto fue el motor a reacción Orenda de 1949, el cual fue diseñado a partir del Chinook de Turbo Research, empresa incluida como parte de la organización inicial de Avro. Turbo Research era en un principio una pequeña firma dedicada a la investigación y pruebas en frío extremo de diferentes motores para la Royal Canadian Air Force, si bien la compañía trabajó en algunos diseños propios de motores. La empresa fue adquirida por A.V. Roe en un momento en que el proyecto TR.4 se encontraba en desarrollo, y finalmente fue renombrado como Chinook. La compañía finalmente sería renombrada en honor de su último diseño TR.5, convirtiéndose en Orenda Engines. Los motores Orenda fabricados por Gas Turbine Division (posteriormente Orenda Engine Division) serían destinados a aviones de combate de la Royal Canadian Air Force tales como los Canadair Sabre y Canadair T-33.
En 1946 A.V. Roe Canadá comenzó con su siguiente diseño, el Avro XC-100, primer avión de combate a reacción. Aunque el diseño del gran reactor de combate, renombrado como CF-100 Canuck se completó al año siguiente, la factoría no estuvo preparada para la producción hasta finales de 1948 debido a contratos y encargos de mantenimiento sin completar. El CF-100 tendría un largo periodo de gestación antes de entrar definitivamente en servicio en la RCAF en 1952, inicialmente con las variantes Mk 2 y Mk 3. El CF-100 Canuck operó bajo mando del NORAD con el objetivo de proteger el espacio aéreo de la amenaza nuclear soviética. Un reducido número de CF-100 sirvió en la RCAF en labores de reconocimiento, entrenamiento y guerra electrónica hasta 1981. Durante todo su ciclo de producción se fabricaron un total de 692 CF-100 de las diferentes variantes, incluyendo 53 unidades para la Fuerza Aérea Belga. 

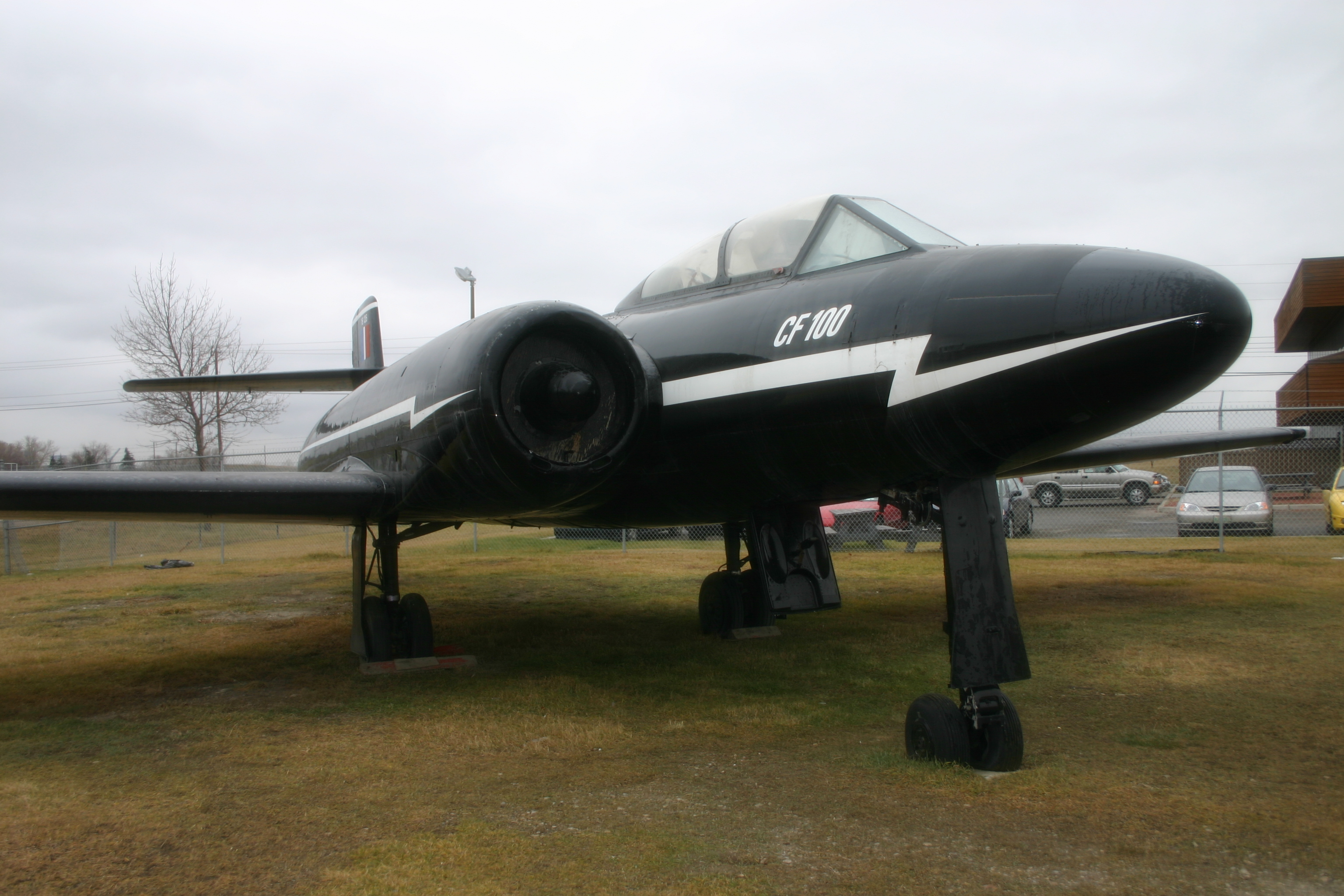
Un CF-100 Mk 3 pintado como prototipo del CF-100 expuesto en el Calgary AeroSpace Museum.

Otro de los trabajos en proceso era el diseño del avión civil intercontinental C102 Jetliner. Estuvo a punto de ser el primer avión de transporte a reacción del mundo al volar por primera vez en agosto de 1949, solamente 13 días después del primer vuelo del De Havilland Comet. El Jetliner representó un nuevo tipo de reactor regional del que no se observó ningún diseño parecido hasta finales de los 50. A pesar de una agresiva campaña de marketing dirigida a las aerolíneas y Fuerza Aérea estadounidenses, las previsiones de venta del Jetliner se hundieron cuando el cliente de lanzamiento, Trans-Canada Airlines, renunció al proyecto en 1948. La compañía seguía concentrada en llevar el CF-100 a la cadena de montaje y, en consecuencia, el gobierno canadiense canceló cualquier posterior trabajo en el proyecto del C102 debido a las prioridades establecidas por el desarrollo de la guerra de Corea. Por orden directa del gobierno, el segundo prototipo del C102 fue desguazado en la fábrica en 1951, mientras que el primero quedó relegado a tareas de fotografía aérea. Tras una larga carrera como "fotógrafo" e imagen de la empresa, este primer prototipo llamado CF-EJD-X fue también desguazado en 1956. El morro se conserva en el Museo de la Aviación de Canadá en Ottawa.

## Expansión y colapso
A.V. Roe Canadá sufrió una reestructuración a mediados de los 50, quedando separada en dos divisiones de negocio: Avro Aircraft y Orenda Engines, ambas situadas en un mismo complejo junto a aeropuerto de Malton. En conjunto ambas empresas alcanzaron una plantilla de 15.000 trabajadores en 1958. 
Durante el mismo periodo, A.V. Roe Canadá compró varias compañías, tales como Dominion Steel and Coal Corporation y Canadá Car and Foundry en 1957 o Canadian Steel Improvement. En 1958, A. V. Roe Canadá era un gigante industrial con más de 50.000 empleados repartidos en un imperio de 44 compañías dedicadas a la minería de carbón, la fundición de acero, los ferrocarriles y la fabricación de motores aéreos, así como a la electrónica y los primeros ordenadores. Las ventas totales del grupo se situaron en torno a los 450 millones de dólares, situando a A.V. Roe Canadá como la tercera mayor corporación empresarial de Canadá.

## Avro Arrow
La necesidad de un avión de caza más moderno y potente era clara ya antes de que el CF-100 entrase en servicio, y varios estudios de diseño comenzaron a buscar la solución desde 1952. Con el CF-103 se estudió el salto a un avión aún más avanzado, lo que finalmente llevó (junto con otros diseños) al gran caza de ala delta CF-105 Arrow. La repentina cancelación del proyecto Arrow por parte del gobierno canadiense el 20 de febrero de 1959 finalizó en una reducción de la compañía y un posterior intento de diversificación. Muchos de los ingenieros de Avro Aircraft que se quedaron en la empresa fueron reasignados a diversos proyectos navales y automovilísticos en los que Orenda Engines continuaba como fabricante de motores aunque a mucha menor escala. Muchos otros abandonaron Avro Canada para irse principalmente al Reino Unido y los Estados Unidos en lo que se llamó "fuga de cerebros".

## Proyectos experimentales

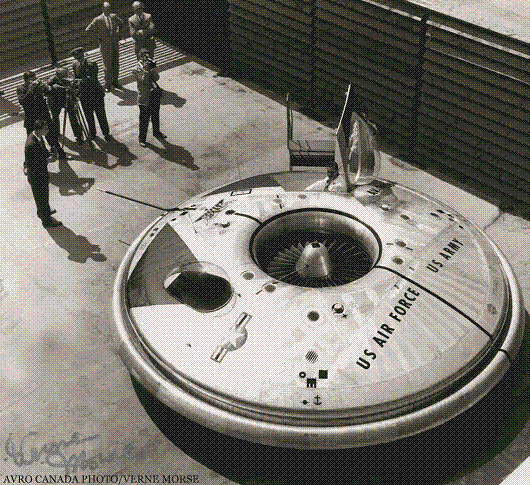
Avro VZ-9-AV Avrocar.

En 1952, el equipo de proyectos especiales de Avro había comenzado con los trabajos de investigación y desarrollo de algunos vehículos aéreos en forma de platillos volantes. El único diseño que se materializó fue el VZ-9-AV Avrocar, proyecto sufragado por completo por los Estados Unidos desde 1956. El Avrocar fue presentado al ejército estadounidense como una especie de "Jeep volante" que serviría también como concepto para un posterior diseño de platillo volante supersónico para la Fuerza Aérea estadounidense, el Weapon System 606A. Se construyeron 2 Avrocars, uno para realizar pruebas en el túnel de viento y otro para pruebas de vuelo. En los diseños no se previó correctamente la potencia necesaria y acabaron siendo aparatos parecidos a los hovercraft o aerodeslizadores. Cuando los prototipos de Avrocar fallaron al intentar elevarse más de un metro del suelo, el Ejército y la Fuerza Aérea de los Estados Unidos cancelaron el proyecto, en 1961. Ambos Avrocars se encuentran expuestos al público, uno en el Western Canada Aviation Museum de Winnipeg y otro en el U.S. Army Transportation Museum de Ft. Eustis, Virginia.

## Desaparición
En 1962, el grupo Hawker Siddeley disolvió formalmente A.V. Roe Canada y transfirió todas sus acciones a su nueva subsidiaria Hawker Siddeley Canada. 
La antigua factoría de Avro en Malton fue vendida a De Havilland Canada ese mismo año. Estas instalaciones, situadas en el norte del Aeropuerto Internacional Pearson de Toronto, fueron posteriormente utilizadas por Douglas Aircraft, McDonnell-Douglas y Boeing antes de ser demolidas en 2005. 
Desde entonces Hawker Siddeley Canada se ha disuelto después de deshacerse de casi todo excepto su fondo de pensiones a finales de los 90.
Orenda Aerospace, como parte de Magellan Aerospace Corporation, es la única compañía original del imperio A.V. Roe que permanece en activo, aunque de forma mucho más modesta.

## Aviones
| Aparato              | Descripción                                     | Capacidad     | Fecha de lanzamiento | Primer vuelo | Primera entrega                          | Producción                                              |
| Avro C102 Jetliner   | Prototipo de reactor comercial de medio alcance | 36            | Años 40              | 1949         | Nunca entró en producción                | Un prototipo (el segundo fue desguazado)                |
| Avro CF-100 Canuck   | Caza de combate                                 | 2 tripulantes | Años 50              | 1950         | 1952                                     | 692 de las series Mk 1 a Mk 5                           |
| Avro CF-105 Arrow    | Caza supersónico de ala delta                   | 2 tripulantes | Años 50              | 1958         | Cancelado durante la etapa de producción | 5 Mk 1 en activo, (29 fuselajes del Mk 2 en producción) |
| Avro VZ-9-AV Avrocar | Avión de pruebas                                | 2 tripulantes | Años 50              | 1959         | Cancelado en la fase de pruebas          | Dos prototipos (el segundo llegó a volar)               |